# Nordansjöberget
Nordansjöberget är ett naturreservat i Åsele kommun i Västerbottens län.
Området är naturskyddat sedan 1997 och är 62 hektar stort. Reservatet omfattar toppen och en nordostlig brant av Nordansjöberget ner mot en våtmark med en tjärn. Reservatet består av barrblandskog med relativt stort inslag av äldre tallar,.